# Renée Colliard
Renée Colliard (Ginevra, 24 dicembre 1933 – 15 dicembre 2022) è stata una sciatrice alpina svizzera.

## Palmarès

### Olimpiadi invernali
- Oro a Cortina d'Ampezzo 1956 nello slalom speciale.